# Carl Fredrik Nyman
Pour les articles homonymes, voir Nyman.
Carl Fredrik Nyman est un botaniste suédois, né le 31 août 1820 à Stockholm en Suède et mort le 26 avril 1893 à Stockholm.

## Liste partielle des publications
- Conspectus Florae Europaeae en quatre parties : la 1re paraît en septembre 1878, la 2e en octobre 1879, la 3e probablement en juillet 1881, la 4e en octobre 1882, les Addenda en décembre 1885.
- Sylloge Florae Europaeae...Oerebroae, 1885.

## Hommages
Genre
- (Meliaceae) Nymania Lindb.

Espèces
- (Apiaceae) Peucedanum nymanii M.Hiroe[1]
- (Asclepiadaceae) Cryptolepis nymanii (K.Schum.) P.I.Forst.[2]
- (Asclepiadaceae) Phyllanthera nymanii (K.Schum.) Venter[3]
- (Asclepiadaceae) Streptomanes nymanii (K.Schum.)[4]
- (Asteraceae) Sonchus nymanii Tineo & Guss.[5]

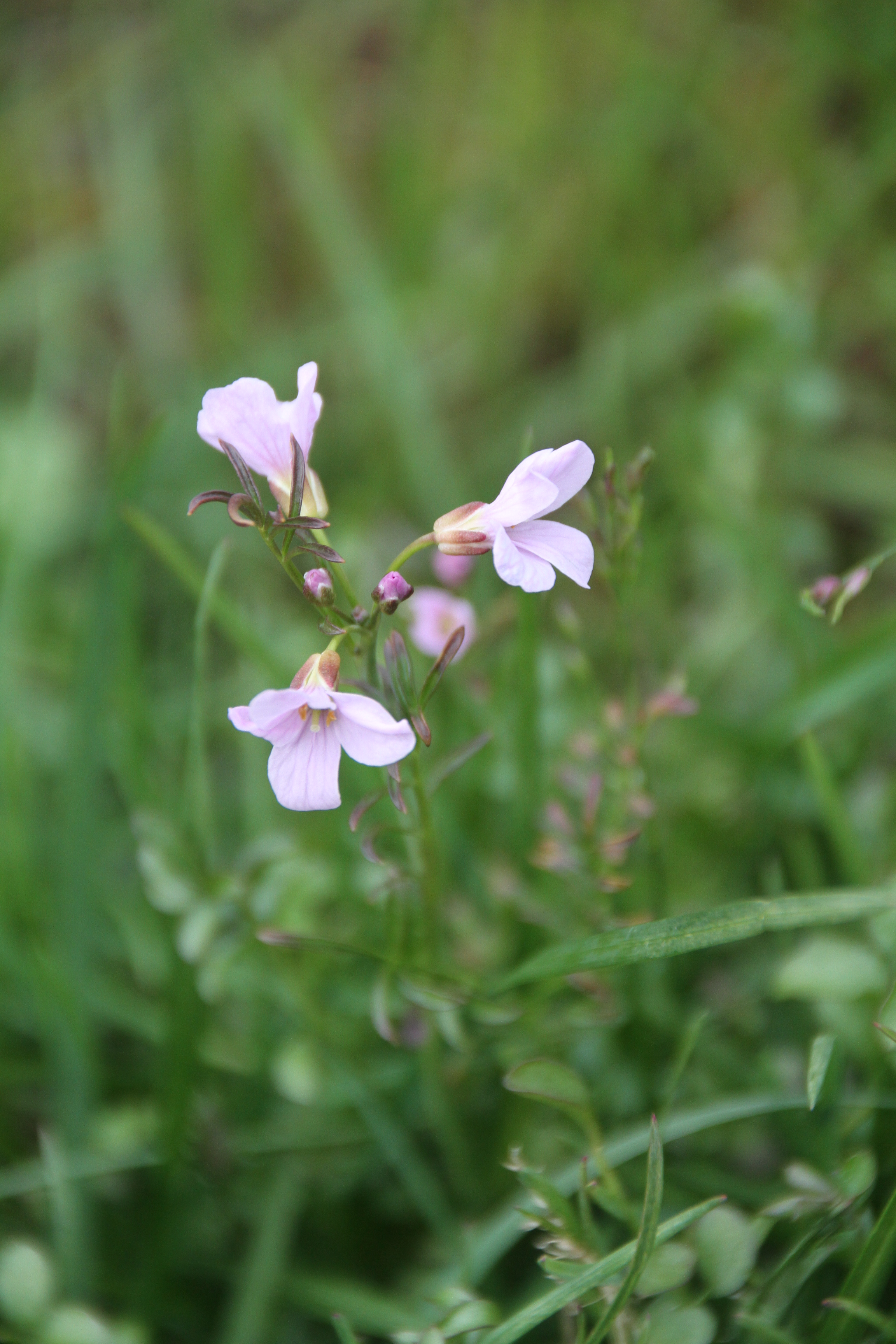
Cardamine nymanii à l'île de Spitzberg

- (Brassicaceae) Cardamine nymanii Gand.[6]
- (Cunoniaceae) Ackama nymanii (K.Schum.)[7]
- (Cunoniaceae) Caldcluvia nymanii (K.Schum.) Hoogland[8]
- (Cunoniaceae) Opocunonia nymanii Schltr.[9]
- (Elaeocarpaceae) Anoniodes nymanii (Schltr.)[10]
- (Elaeocarpaceae) Sloanea nymanii K.Schum. & A.C.Sm.[11]
- (Elaeocarpaceae) Sloanea nymanii K.Schum. & A.C.Sm. subsp. morobensis Coode[12]
- (Hymenophyllaceae) Crepidomanes nymanii (Christ) Copel.[13]
- (Hymenophyllaceae) Trichomanes nymanii (Christ; Cop.)[14]
- (Loganiaceae) Couthovia nymanii Gilg & Gilg-Ben.[15]
- (Menispermaceae) Heckelia nymanii (K.Schum.)[16]
- (Podostemaceae) Cladapus nymanii H.A.Möller[17]
- (Podostemaceae) Cladopus nymanii Warm.[18]
- (Rosaceae) Rosa nymanii Almq.[19]
- (Rubiaceae) Amaracarpus nymanii Valeton[20]
- (Ulmaceae) Celtis nymanii (K.Schum.)[21]
- (Vittariaceae) Vittaria nymanii Hieron.[22]
- (Woodsiaceae) Diplazium nymanii (Hieron.)[23]
- (Zingiberaceae) Riedelia nymanii (K.Schum.)[24]